# 兰甘亨站
兰甘亨站為泰國曼谷蘇凡納布機場捷運（Suvarnabhumi Airport Rail Link - SARL）「城市線 City Line」上的一個車站。2010年8月23日（星期一）開放，每天上午6時至午夜12時營業。鄰近「Nasa Vegas Complex Tower」、「UM Tower」及挽甲必分電站。

## 車站構造
位於藍甘杏路及碧武里新路的交界，車站長200公呎。佔地三層，地下是公共汽車站及停車場；二樓（1/F）為票房、售票機及商店；三樓為往素萬那普機場方向的一號月臺及往披耶泰車站方向的二號月臺。
| L3                | 月台 | \| 側式 · 開左邊车门 \| \| \| \| \| \| 曼谷机场快线往素万那普（华玛） \| \| \| \| 曼谷机场快线往拍耶泰（目甲訕） \| \| 側式 · 開左邊车门 \| \| \| |
| L2                | 站厅 | 票务、客服中心、商业 |
| L1                | 地面 | 停车场、巴士站 |
| 側式 · 開左邊车门 |      | |
|                   |      | 曼谷机场快线往素万那普（华玛） |
|                   |      | 曼谷机场快线往拍耶泰（目甲訕） |
| 側式 · 開左邊车门 |      | |